# 알랭 바디우
알랭 바디우(프랑스어: Alain Badiou, 1937년 ~ )는 모로코에서 태어난 프랑스의 범마르크스주의 철학자이다. 현재는 현대 프랑스 철학의 주류를 이루고 있는 반플라톤주의와 포스트모더니즘에 대응하는 신플라톤주의와 합리주의의 수호자라는 평가를 받고 있다.
알랭 바디우는 게오르크 칸토어(Georg Cantor)의 집합론, 블라디미르 레닌(Влади́мир Ле́нин)의 혁명 이론, 마오쩌둥(毛澤東)의 모순론, 자크 라캉(Jacques Lacan)의 위상학, 루이 알튀세르(Louis Althusser)의 구조주의를 비판적으로 종합하여 독특한 혁명 이론을 구성하였다.
바디우는 공산주의 활동가이며, 과거 소비에트 연방 및 현존하는 아시아의 공산국가에 대해서는 비판적 지지의 입장을 갖고 있다. 그는 기존의 마르크스-레닌주의 및 마오쩌둥 사상을 교조적으로 따르지 않으며, 앞서 나열한 이념의 구시대성을 비판한 동시에 새롭게 재정립을 시도한 대표적인 학자이다. 바디우는 이런 의미에서 자신을 ‘포스트 레닌-마오주의자’(Post-léniniste-maoïste)라고 일컫는다.
프랑스 철학계에서 바디우는 공산주의자의 입장에서 자본주의를 혹독하게 비판하는 대표적인 인물로 널리 알려져 있으며, 동시에 서구식 민주주의―미국과 영국을 포함한 서방권이 일반적인 민주주의라고 여기는 것―의 기만성을 숨기고 있는 ‘민주주의 신화’의 실상을 폭로하는 역할을 하고 있다.

## 생애
1937년 모로코에서 태어났다. 그의 아버지인 레몽 바디우(Raymond Badiou)는 수학자였고, 제2차 세계 대전 당시에 프랑스 레지스탕스로 활약하였다. 그는 어릴 때부터 사회 참여에 관심을 가졌으며, 이 과정에서 장폴 사르트르를 추종한 영향으로 프랑스 실존주의의 영향을 받았다. 그러나, 알제리 독립에 대해서 모호한 입장을 가지고 있던 사르트르에 회의를 느꼈고 이내 그의 사상과 결별하였다.
1958년에 프랑스의 식민주의에 반대한 연합사회당 설립에 주도적으로 참여하였다. 당시 연합사회당은 프랑스 정부의 알제리 민족 해방 운동 탄압을 방관하고 있던 프랑스 공산당 및 노골적인 식민주의 협조를 꾀하고 있던 기회주의 정당인 노동자 인터내셔널 프랑스 지부에 반대하고 있었으나, 당원 다수는 공산당과 노동자 인터내셔널 둘 중 하나에 연을 두고 있었다. 여기서 바디우는 알제리의 독립을 강력하게 주장·옹호하였고, 프랑스 식민주의를 비판하였다. 그는 당내에서 급진파로 통하였으며, 알제리 독립 전쟁 기간에 프랑스의 알제리 추가 파병에 열정적으로 반대하였다.
1965년 연합사회당이 공산당과 함께 프랑수아 미테랑 지지 선언을 하자, 이에 반발하였다. 1967년에 파리고등사범학교에서 재직하던 루이 알튀세르와 교류하기 시작하나, 68 혁명 이후 정치적으로 구조주의적인 성향을 띠는 마르크스주의자였던 그는 자신의 정치적 성향때문에, 혁명에 미온적이었던 알튀세르와 결별하고 전투적인 마오쩌둥 사상을 그의 정치적 철학 사상으로 받아들인다. 이후 연합사회당이 사회민주주의와 개량주의를 받아들이자 그는 이 정당에서 탈당한 뒤 마르크스-레닌주의자 공산연맹(UCFml)에서 활동하였다. 그러나 마르크스-레닌주의와 마오쩌둥 사상에 완전히 교조화 된 모습을 보이지 않고 치열하게 고민하는데 그 고민의 결과가 그의 저서 『존재와 사건』(프랑스어: L'Être et l'Événement)이다.
철학적으로도 바디우는 프랑스 주류 철학과 다르다. 이는 그의 선배 교수였던 질 들뢰즈와의 사상적인 대립으로 잘 나타난다. 바디우의 업적은 크게 진리 검증 이론과 주체 이론이라는 두 가지 영역으로 나눠져 있으며, 이 두 주제를 통해 그는 변증법적 유물론의 핵심이 되는 존재론을 수호한다. 바디우는 스스로를 공산주의자라고 평가하며, 존재론의 수호가 공산주의 부활의 필수 요건이라는 것을 강조한다.

## 인식 이론
알랭 바디우의 사상을 관통하는 주요 개념은 존재론, 칸토어 집합론, 정합주의, 공산주의이다. 그의 역작인 『존재와 사건』은 그가 현재까지 갖고 있는 이념 체계를 이해하는 데에 가장 중요한 저서이다. 바디우는 프랑스 철학을 지배하고 있는 포스트모더니즘의 반(反)진리주의와 영미권의 분석철학(『비트겐슈타인의 반철학』을 통해), 자본주의, 자유주의, 공동체주의의 기만성·허구성을 비판하고, 인간의 이성을 메타수학적 함의와 존재론을 통해 부활시켜 사회주의/공산주의 혁명에 강력한 정당성을 부여하고 있다. 그의 이론은 프랑스 극좌 사상의 새로운 흐름이라고 일컬어진다.

### 진리
알랭 바디우가 주장하는 진리 논의는 기존 플라톤주의 철학에서 말하는 진리의 그것과 흡사하다. 그러나 바디우는 과거 합리주의자들이 진리 자체를 완전히 정적인 것으로 간주했던 것을 비판한다. 바디우가 보기에 진리 추구는 ‘진리를 검증하는 절차’(Procès)만으로 인식할 수 있다. 물론 바디우는 진리가 ‘확정적이면서 정지한 것’이라는 표현에 대해 큰 비판을 하지 않는다. 그는 앞선 표현이 진리의 작용이 불변한다는 것을 표현하기 위해 충분히 사용할 수 있는 표현이라고 간주한다.
그의 존재론에 따르면, 진리는 항상 현상과 절대를 넘나들며 진행한다. 따라서 인간이 행하는 진리 추구에서 볼 수 있는 진리는 오로지 ‘(그것의)진리의 진행’이며, 이것이 곧 진리이다. 그리고 이는 오직 진리를 검증하는 절차를 통해 확인할 수 있다. 다시 말하여, 진리 검증은 진리 진행 그 자체라는 것이다. 그러나 진리에 대해 ‘정지한 물체’ 또는 ‘고정적이고 확정된 형태’라고 이해한 자들은 진리 검증을 특정 영역에 봉합(Suture)하여 그것의 논의 과정을 극단적으로 축소한다. 바디우가 보기에 진리는 특정 영역에서 단적으로 드러나는 것이 아닌, 여러 가지 영역의 현상적 차원에서 부분적으로 도출되는 것이다. 그리고 이러한 현상 단면을 이용하여 진리를 도출하는 작업을 철학이라고 정의한다. 바디우는 진리를 검증하는 네 가지 과정으로서 정치·과학·예술·사랑이 있다고 주장하였다. 진리 검증은 이 네 가지 영역에서 도출되는 단면을 추상적으로 연결하여 진행되는 것이다.
특정 영역에서 진리 진행을 사색하는 것을 ‘진리 생산의 절차’라고 칭한다. 예를 들어, 예술 영역은 특정한 공간성을 지닌 영역으로, 부분적인 통일성을 자체적으로 갖추고 있다. 이러한 불완전한 통일성이 허용하는 선에서의 진리 진행을 추출할 수 있을 것이며, 이것을 진리 생산의 절차라고 할 수 있다는 것이다. 그러나 봉합에 대한 비판을 가한 바디우 입장에서 결국은 온전한 진리 진행을 파악하기 위해서는 한 영역에만 머물러서는 안 된다.

### 봉합
봉합은 진리 검증을 정치·과학·예술·사랑의 영역 중 몇 가지 영역에 한정하는 것을 뜻한다. 예를 들어 영미철학의 기호논리학은 진리 검증을 과학의 영역에 종속하였는데, 사실은 과학의 영역에서도 부분적인 곳에 속하는 언어의 영역에 그 검증 절차를 봉합하였다. 또한 이오시프 스탈린의 변증법적 유물론은 진리 검증을 정치와 과학의 영역에 봉합하였다. 이러한 봉합은 진리 검증 절차에서 네 가지 영역을 유동적으로 이용하는 데에 걸림돌이 된다. 철학은 당면 목표는 바로 탈봉합(Desuture)에 있다.

## 정치 이론
『존재와 사건』은 칸토어 집한론을 통하여 사유의 존재성을 연역적으로 증명하여 신플라톤주의의 정초성을 확립하려는 바디우의 시도이다. 슬라보예 지젝(Slavoj Žižek)의 『시차적 관점』에 따르면, 바디우는 마르크스주의의 입장을 일부 계승하였으나, 사유의 명증성으로부터 공산주의 사회 확립의 정당성을 찾으려고 한다는 점에서 신자코뱅주의에 더 가깝다. 동시에 그는 진리를 유동적인 것으로 보고 있고, (현상의)운동과 추상 사이의 변증법적 모순성을 강조하는데, 이런 그의 철학적 성찰은 마오쩌둥 사상이 갖고 있는 정합주의의 영향을 받은 것으로 보인다.
바디우는 서구 민주주의의 기만성과 반동성을 비판하였고, 유럽의 좌익이 공산주의를 주장하는 것에 앞서, 서구 민주주의의 가치를 공산주의와 어떻게든 연결하려고 한다(미국 공산당은 이러한 것의 대표적 사례이다)고 비판하였다. 그는 ‘민주주의’(그는 서구식 민주주의를 이렇게 칭한다)를 ‘추상성(철학) 없는 정치’의 대표적 형태이자 (플라톤이 말한 것처럼)저급한 정치라고 하였고, 이러한 정치 형태를 떠받치는 자본의 흐름 및 그것 자체가 성립할 수 있게 한 경제 영역에서의 본질적 원리를 자본주의라고 하였다.

### 서구 민주주의 비판
역사에 존재하였던 수많은 공산주의자들과 마찬가지로 바디우는 현재까지 자본주의를 극렬하게 비판하는 입장을 갖고 있다. 그러나 바디우는 단순히 자본주의에 대한 비판만이 아닌, 그것과 상호 연관의 관계를 맺고 있는 서구 민주주의에 대한 근본적인 비판도 병행한다. 그는 이를 ‘민주주의’라고 간단히 칭하며, 미국식 민주주의, 영국식 민주주의가 그가 비판하는 서구 민주주의의 전형이라고 할 수 있다.
자크 랑시에르(프랑스어: Jacques Rancière)의 견해와 비슷하게 바디우는 서방에서 추구하는 ‘민주주의’가 따르고 있는 근본 원리가 ‘아르케(Arkhe) 없는 정치’라고 하였다. 바디우는 여기서 ‘아르케’라는 표현 대신 ‘추상성이 없는 정치’라고 한다. 그러나, ‘민주주의’를 창조적으로 계승하려는 랑시에르와 달리, 바디우는 ‘민주주의’를 창조적으로 계승하는 것은 현상 유지에 불과하다고 주장하였다.
‘추상성이 없는 정치’란 본질, 이데올로기가 없는 정치로 파편화 된 개인의 특정한 틀에서 보이는 기계적인 반응의 총합에 따른 정치를 의미한다. 따라서 서방권에서 말하는 ‘민주주의’는 인간의 이성을 처음부터 한계가 있는 것으로 간주하고 있으며, 최선의 정치에 대해 정의할 때 ‘군중의 기계적, 수동적, 변칙적인 반응을 반영하는 정치’로 간주하고 있다.
바디우는 ‘민주주의’가 철학이 없는 정치이기에 원리와 원칙을 따지는 것은 기만이며, 만약 ‘민주주의 옹호자’과 원리와 원칙을 따진다면 그것은 ‘민주주의’라는 정치 제도에 대해 카를 마르크스(Karl Marx)가 말한 상부 구조의 요소를 원리와 원칙으로 여긴 것에 불과하다고 한다. 카를 마르크스의 입장에서 상부 구조는 원리와 원칙이 아니며, 그저 한 사회 구성체로부터 나오는 의식 형태일 뿐이다. 그러나 ‘민주주의자’들은 이와 같은 요소를 ‘정치적 정의’를 규정하는 핵심적인 요소라고 착각한다. 결과적으로 바디우는 현상적인 차원에서 정치 제도와, 정치의 본질적인 영역인 철학을 구분하고 있다.
바디우는 공산주의를 철학의 정치라고 한다. 공산주의는 어떠한 제도가 아닌 인류의 이상이자, 지속적인 철학적 성찰을 통해 이루어지는 것으로, 추상성의 공간에서 (대부분이)정치 영역을 점하고 있는 것이라고 할 수 있다. 한편으로 현재 서구의 주요 학계에서 블라디미르 레닌의 학설이 ‘민주주의’의 근본 원리를 부정하는 학설이라고 평가하는 것은 우연이 아니라고 평가하였다.
이어서 바디우는 유럽 좌익을 비판한다. 그는 유럽 좌익이 레닌의 정치 이론을 서구인이 생각하는 ‘민주주의’와 어떻게든 엮어서 민주주의에 대한 편협한 사고를 갖고 있는 서구인의 오류에 편승하려는 태도를 지니고 있다고 지적했다. 그리고 이러한 시도는 잘못된 것이며, 오히려 바디우는 서구가 기준으로 삼는 ‘민주주의’와 레닌의 정치 이론의 상호 연관성을 파괴한 후 서방권이 갖고 있는 ‘민주주의’가 실제로는 얼마나 반(反)인민적이며, 허황된 논리인지 지적하는 것이 철학의 정치이며 인류 해방의 근본으로 나아가는 길이라고 하였다.
바디우는 부르주아 민주주의에 관한 레닌의 비판을 완전히 계승하고, 다음 가설에 기초하여 공산주의를 옹호하고 서구 민주주의의 허구성을 비판한다.
1. 철학의 원리가 집단의 정치적 행위로 나아가는 것, 그리고 집단적 행위가 철학의 원리로 나아간다는 목표를 갖고 있다는 것은 일반적인 공산주의라고 할 수 있다.
2. 철학과 정치의 관계는 특정 정치의 최종 목표, 일반적인 또는 일반적인 의미의 평가를 수반한다.
3. ‘민주주의’는 국가(State)의 한 형태일 뿐이다.[13]

바디우가 보기에 ‘민주주의’는 정치철학이 아니며, 어떠한 철학적인 것도 아니다. ‘민주주의’는 그저 현상계의 논리에 압도된 각 개인의 기계적인 합의일 뿐이며, ‘민주주의’의 정체성에 충실한 인간은 그저 향락적이고 퇴폐적인 ‘디오니소스적 인간’에 불과하다. 또한 이것은 정치 제도의 일면, 현상으로서만 나타나는 것에 불과하다. ‘민주주의를 옹호하는 자’들은 항상 법치, 군중의 지지, 각 개인 사이의 조화 등을 주장하여 그것을 철학적 주장으로 만드려고 시도하지만, 정작 진정 이러한 성격이 강조되어야 할 때에는 ‘민주주의’의 저와 같은 철학적 성격이 전혀 작동되지 않는다.(제2차 세계대전의 과정, 서구 제국과 식민지 인민 권리 차별 및 기만성, 현대의 인종 차별, 난민 혐오, 민주주의가 말하는 ‘평등’이라는 가치에 대한 공공연한 훼손 등)
서구의 ‘민주주의’를 옹호하는 학자들은 이러한 수많은 현상에 대해 그저 민주주의를 해하려는 자들이 양산한 대중적 흐름을 탓하면서, 기존 서구 민주주의에는 잘못이 없는 것으로 속이는 경향이 강하지만, 바디우는 이에 대해 “진정 그들이 말하는 ‘민주주의’의 가치가 필요한 상황에 일반적으로 ‘민주주의 가치’가 발현된 역사적 실례(實例)는 사실상 없으며, 아주 국소적이고 협소한 일부의 부분에서만 그러한 것이 일어났다. 심지어 그것조차 그들이 말하는 ‘민주주의 가치’랑은 동떨어져 있다.”라고 비판한다.
바디우는 위와 같은 ‘반(反)민주주의적’인 것은 그저 ‘민주주의’라는 정치 제도를 잘 지키는가에 대한 문제가 아닌, 존재론 영역 안에서의 문제라고 보았다. 그리고 ‘민주주의’는 본래 철학이 아니며, 수동적인 개인이 무비판적으로 따르는 수사일 뿐이기 때문에 그것 자체는 어떠한 옳은 방향으로도 나아갈 수 없는 것이다. 이것이 서구 민주주의의 근본적인 모순이다. 바디우는 마르크스주의에서 일반적으로 말하는 자본의 흐름을 존재론적 차원에서 인류의 정치적 행위를 결정하는 상위의 법칙으로 인정한 것과 더불어, 파시스트에 의한 혁명의 방해보다, ‘민주주의자’에 의한 혁명의 방해가 더욱 심각한 문제며, ‘민주주의’야말로 혁명과 공산주의의 진정한 적이라고 간주한다. 그리고 공산주의자들의 임무는, 이러한 ‘민주주의’의 실체를 폭로하는 것을 넘어서, ‘민주주의’도 또한 진리 검증의 한 영역에 머물러 있음을 대중에게 알리는 것이라고 할 수 있다.

### 자본주의와 철학 사이의 대립
‘민주주의’가 ‘철학 없는 정치’를 대표할 수 있다는 주장에 더하여 바디우는 자본주의에 대해 “철학의 근간이 되는 존재론을 파괴하는 근본적인 원리다.”라고 평가한다. 자본주의는 자체 생존을 위하여 철학을 자본(Capital)의 도구로 만들어야 한다. 이러한 것은 중세시대 그리스도교가 철학을 종교 수호의 도구로 이용했던 것과 같은 것이다. 그리하여 자본은 철학에 대항하는 ‘철학’을 만들었는데, 그것이 영미 분석 철학이다. 바디우가 보기에 분석 철학은 철학이 아니며, 언어과학에 불과하다. 따라서 분석 철학은 현상적인 기계적 원리를 나열한 것에 불과하다. 그러나 자본은 분석 철학을 가장 뛰어난 철학으로 규정하고, 철학은 ‘철학의 영역’에 속해야만 함을 강조한다.
바디우는 현재 시대에서 자본의 힘을 철학의 힘과 비교할 때, 자본의 힘이 압도적으로 강하다는 것을 인정한다. 철학의 정치라고 할 수 있는 공산주의의 부활을 위해서 바디우는, 철학을 자본의 힘에 대항할 수 있을 정도의 위력을 지닌 것으로 만들어야 할 필요가 있다고 지적한다.

## 저서

### 철학
- 『모델의 개념에 대하여』(Le concept de modèle), 1969년
- 『주체 이론』(Théorie du sujet), 1982년
- 『정치는 사유될 수 있는가?』(Peut-on penser la politique?), 1985년
- 『존재와 사건 I』(L'Être et l'Événement I), 1988년
- 『철학을 위한 선언』(Manifeste pour la philosophie), 1989년
- 『수와 수들』(Le nombre et les nombres), 1990년
- 『모호한 재난에 대하여』(D'un désastre obscur), 1991년
- 『조건들』(Conditions), 1992년
- 『윤리학』(L'Éthique), 1993년
- 『들뢰즈』(Deleuze), 1997년
- 『사도 바울: 보편주의의 성립』(Saint Paul: la fondation de l’universalisme), 1997년
- 『메타정치론』(Abrégé de métapolitique), 1998년
- 『비미학』(Petit manuel d'inesthétique), 1998년
- 『일시적 존재론』(Court traité d'ontologie transitoire), 1998년
- 『세기』(Le Siècle), 2005년
- 『세계의 논리: 존재와 사건 II』(Logiques des mondes: L'Être et l'Événement II), 2006년
- 『비트겐슈타인의 반철학』(L'Antiphilosophie de Wittgenstein), 2009년
- 『사랑예찬』(Eloge de l'amour), 2009년
- 『바그너 사건에 관한 5 가지 교훈』(Cinq leçons sur le cas Wagner), 2010년
- 『유한과 무한』(Le Fini et l'Infini), 2010년
- 『철학과 사건』(La Philosophie Et L'Événement), 2010년
- 『정치와 철학의 관계』(La Relation énigmatique entre politique et philosophie), 2011년[14]
- 『프랑스 철학의 모험』(L'aventure de la philosophie française), 2012년
- 『진리들의 내재성: 존재와 사건 III』(L'immanence des vérités: L'Être et l'Événement III), 2018년

### 정치 에세이
- 『모순에 관한 이론』(Théorie de la contradiction), 1975년
- 『헤겔 변증법의 합리적인 핵심』(Le Noyau rationnel de la dialectique hégelienne), 1977년

### 비평서
- 『베케트, 불멸의 욕망』(Beckett, l'increvable désir), 1995년
- 『시네마』(Cinéma), 2010년